# Каршистрой
«Каршистрой» — советский футбольный клуб из Карши. Основан не позднее 1977 года. В 1978—1981 годах играл во второй лиге чемпионата СССР.

## Достижения
- В чемпионате СССР — 13-е место в зональном турнире второй лиги: 1979
- Обладатель Кубка Узбекской ССР: 1977)

## Известные игроки
- Веденеев, Сергей Геннадьевич;
- Канищев, Александр Васильевич;
- Степанов, Алексей Николаевич.